# Ostrý vrch (Pogórze Orawskie)
Ostrý vrch (809 m) – wznoszący się nad wsią Dlhá nad Oravou szczyt Pogórza Orawskiego. Słowacy zaliczają je do Strednych Beskydów.
Północno-zachodnie i północno-wschodnie stoki Ostrego vrchu opadają w widły potoku Dlžiansky Cickov i jego dopływu, południowe na dolinę rzeki Orawa z zabudowaniami wsi Dlhá nad Oravou. Są strome i w większości porośnięte lasem. Na stokach północnych znajduje się grzebień wapiennych skał. 
Przez Ostrý vrch nie prowadzi żaden szlak turystyczny.